# Glen Ellyn
Glen Ellyn is een plaats (village) in de Amerikaanse staat Illinois, en valt bestuurlijk gezien onder DuPage County.

## Demografie
Bij de volkstelling in 2000 werd het aantal inwoners vastgesteld op 26.999. In 2006 is het aantal inwoners door het United States Census Bureau geschat op 27.295, een stijging van 296 (1,1%).

## Geografie
Volgens het United States Census Bureau beslaat de plaats een oppervlakte van 17,2 km², waarvan 17,1 km² land en 0,1 km² water.

## Plaatsen in de nabije omgeving
De onderstaande figuur toont nabijgelegen plaatsen in een straal van 8 km rond Glen Ellyn.

## Geboren
- Laurie Anderson (5 juni 1947), performance-kunstenares en musicus
- Amy Carlson (7 juli 1986), actrice
- Ryan Kelley (31 augustus 1986), acteur
- Ethan Cepuran (13 mei 2000), schaatser